# Asplenium capillipes
Asplenium capillipes är en svartbräkenväxtart som beskrevs av Mak. Asplenium capillipes ingår i släktet Asplenium och familjen Aspleniaceae. Inga underarter finns listade.